# Ley seca

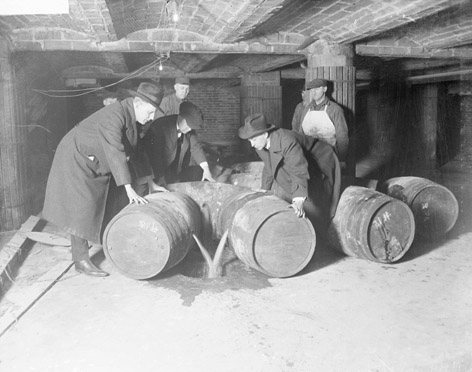
Agentes de la prohibición destruyendo barriles de alcohol (ley seca en los Estados Unidos).

La ley seca, también conocida como prohibición (en inglés, prohibition), es una medida que han aplicado ciertos Estados durante la historia, consistente en la ilegalización de la fabricación, transporte, importación, exportación y la venta de alcohol para consumo.
La ley seca, al prohibir el alcohol y no dar respuesta a la demanda existente, puede favorecer la generación de mercados negros y dinero negro, que consiguen el licor en otros lugares donde se produce, lo introducen ilegalmente y lo venden para satisfacer tal necesidad a un precio más elevado, debido a que la demanda para consumir alcohol sigue siendo más alta que la oferta.

## Estados Unidos

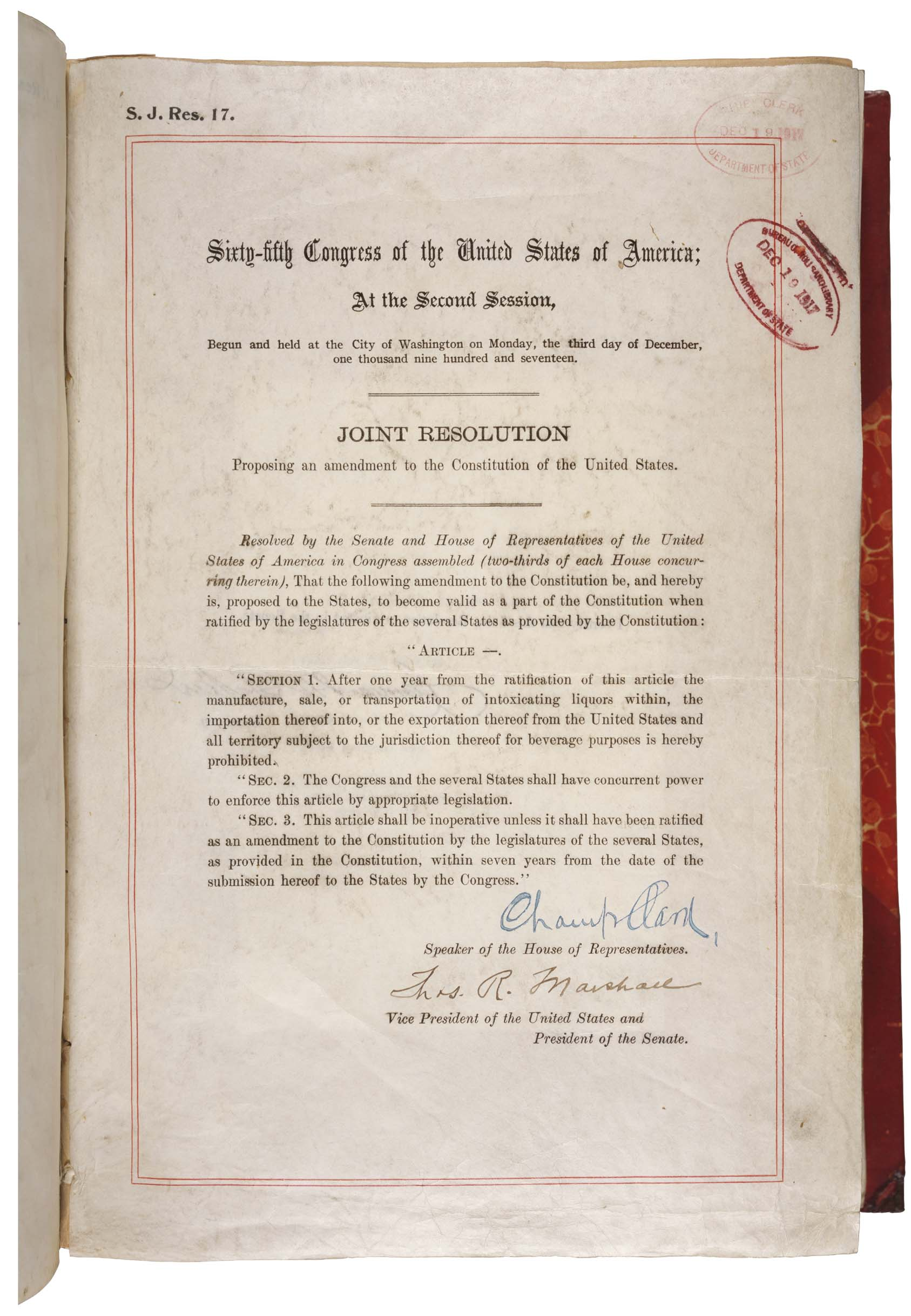
La Decimoctava Enmienda a la Constitución de los Estados Unidos estableció la ley seca en el país.

La prohibición más importante y mediática fue la enmienda XVIII de la Constitución de los Estados Unidos (conocida como Ley Volstead) apoyada por numerosos activistas antialcohol como Carrie Nation. La prohibición provocó un auge considerable del crimen organizado. Un buen ejemplo de esto fueron Al Capone (inspiración de infinidad de películas, como Los intocables) y otros gánsteres estadounidenses. Un año después de la ratificación de esta enmienda quedó prohibida la manufactura, venta, transporte, importación y exportación de licores intoxicantes para ser usados como bebida en los Estados Unidos y en todo el territorio sometido a su jurisdicción. Fue ratificada en 1919 acogiéndose a la XVIII Enmienda, entró en vigor el 16 de enero de 1920 y derogada en 1933 con la XXI Enmienda de la Constitución norteamericana (dentro y fuera de los hogares). El 5 de diciembre de 1933 terminó oficialmente la ley seca.

### Excepciones de la Ley
La ley debió considerar excepciones, como en el caso de los médicos, que se lo recetaban a sus pacientes como un tratamiento terapéutico en situaciones muy específicas. Otras excepciones que hacía la ley seca, era uso religioso de vino para el rito cristiano y los rituales judíos del Sabbat. Estas situaciones eran demasiado excepcionales, como para servir  excusa a la mayoría de los consumidores de alcohol.

### Consecuencias de la Ley
La persistente demanda de bebidas alcohólicas estimuló la fabricación y comercialización de licores, que se convirtió en una gran industria clandestina. La ilegalidad de esta práctica causó que el alcohol tuviera precios elevadísimos en el mercado negro, atrayendo importantes bandas delincuentes. Una de los casos más importantes de esa época fue el de Al Capone y otros jefes de la mafia estadounidense, que ganaron millones de dólares a través del tráfico y comercialización clandestina, expandiendo sus actividades a casi todo el país y resultando involucrados en numerosos casos de corrupción junto con funcionarios y policías encargados de cumplir con la ley seca.

## El mundo musulmán
Se prohíbe el alcohol en muchos países musulmanes por una prescripción vetatoria que aparece en el Corán. Sin embargo, hay mucha diversidad en la aplicación según el país y la época.
Arabia Saudita prohíbe la producción, importación y consumo de alcohol e impone castigos severos a los que violan la prohibición: semanas o meses de cárcel y posiblemente latigazos y potro árabe. Kuwait también tiene leyes que vetan el consumo de alcohol, pero no se pena con latigazos, sino cárcel. Catar prohíbe la importación y castiga a los que se embriagan con sanciones de cárcel o deportación. Sin embargo, se puede conseguir alcohol en los restaurantes y bares de ciertos hoteles, y los ciudadanos extranjeros pueden obtener alcohol mediante un sistema de permisos.
Otros países de población musulmana mayoritaria, como Egipto, Siria, Líbano y Jordania, no tienen impedimentos sobre el alcohol y su producción y consumo son legales siempre que las personas alcancen la edad indicada por las leyes para comprar o consumir bebidas etílicas. En Turquía, el régimen islamista-conservador de Erdoğan implantó en 2013 una ley que prohíbe la venta de alcohol a partir de las 22:00 P. m. , así como en un radio de 100 m en torno a mezquitas y escuelas; además, la venta de bebidas espirituosas está negada en el lapso de 24 horas, mientras se realicen las elecciones generales, municipales o presidenciales.

## Historia
No se tiene registro ni precedentes sino hasta comienzos del siglo XX, en la pequeña isla del Príncipe Eduardo se decreta ley seca.
- 1908-1945: en la isla del Príncipe Eduardo, y por cortos periodos de tiempo en otras localidades de Canadá
- 1914-1925: en Rusia
- 1915-1922: en Islandia (sin embargo la cerveza siguió prohibida hasta 1989)
- 1916-1927: en Noruega (el vino fortificado y la cerveza fueron incluidos entre 1917 y 1923)
- 1919-1932: en Finlandia (llamada "kieltolaki")
- 1920-1933: en los Estados Unidos
- 1950-2000: en algunos estados de la India, incluidos Andhra Pradesh, Haryana y Guyarat.

## Ley seca parcial
Existen varios tipos de leyes secas parciales, pero comúnmente se denominan así algunas regulaciones del comercio y consumo de alcohol, que se aplican en países donde el alcohol es aceptado como droga lícita. La principal regulación prohíbe la venta y el consumo público de bebidas alcohólicas en determinados horarios, y también en algunos países se prohíbe la venta y consumo de bebidas alcohólicas determinados días.
En Argentina, Bolivia, Brasil, Chile, Colombia, Costa Rica, Ecuador, El Salvador, Guatemala, México, Paraguay, Perú, Uruguay, Panamá y Venezuela esta norma entra en vigencia siempre cerca de cualquier tipo de elección a nivel nacional, como por ejemplo votaciones para Presidente y Congresistas de la República, Alcaldes o Presidentes Regionales. Dependiendo del país, la norma se aplica desde una determinada cantidad de horas antes del inicio de la elección hasta cierta cantidad de horas después de la misma. Se consigue así evitar que la intoxicación etílica de numerosas personas resultara en desmanes y desórdenes. En algunos de estos países, durante este período, no se puede beber ni expender ningún tipo de alcohol en lugares públicos. 

### Argentina
En Argentina, mediante la Ley Nacional de Lucha contra el alcoholismo (N.º 24.788), la mayoría de los municipios, en uso de sus facultades de poder de policía, prohíben, en los locales de expendio minorista (almacenes, quioscos, supermercados) la venta de bebidas con contenido alcohólico, desde las 00:00 hasta las 09:00 del día siguiente. Esta disposición no rige para los locales de entretenimiento nocturno (bares, boliches, pubs, discotecas hasta las 5:00 a. m.).
A su vez, a través de un decreto firmado por el Gobierno Nacional en 2009 (decreto 149), se reglamentó que tanto en las publicidades como en los envases y en todos los puntos de venta de bebidas alcohólicas se deben exhibir ante el público consumidor, por cualquier medio —afiches, carteles, stickers, etc.—, y con letras con suficiente relieve, tamaño y visibilidad, las leyendas: "PROHIBIDA SU VENTA A MENORES DE 18 AÑOS" y "BEBER CON MODERACION"
Existe una ley seca especial para el período de elecciones, quedando prohibido la venta y/o consumo de bebidas alcohólicas desde doce horas antes de la apertura de los comicios y hasta tres horas luego del cierre.

### Chile
En Chile, la razón de ser del primer tipo (restricción por horario) es regular parte del consumo y no el total. Uno de los argumentos para implantarla es que reduce los accidentes de tránsito e impide el consumo por parte de menores de edad entre otros. Consiste en limitar su venta hasta ciertas horas de la noche. Las botillerías (locales de venta de alcohol) deben cerrar a una hora determinada, que varía según lo establecido por el decreto municipal de cada comuna, pero por lo general es a las 03:00 a. m.. 
Este tipo de prohibición sufre críticas y quejas de los consumidores y de los comerciantes aunque los pubs y discotecas pueden funcionar sin ningún problema hasta las 5 AM e incluso más tarde dependiendo de la época. Los primeros argumentan que se les restringe sus libertades personales, y los segundos dicen que se generan pérdidas económicas. Otros están a favor, sobre todo quienes viven en los alrededores de pubs, restaurantes, discotecas y botillerías, argumentando que se disminuye la cantidad de ebrios en las calles, la suciedad, delincuencia y contaminación acústica, todo lo cual les da más tranquilidad para dormir y conservar el orden público.
También existe una ley seca especial para el período de elecciones, en la cual se prohíbe la venta y/o expendio de bebidas alcohólicas durante el día de la elección, excepto en los bares de hoteles. Además, también se prohíbe en las cercanías de estadios, aplicándose la ley seca especialmente cuando se juegan partidos de alta convocatoria, como el Superclásico del Fútbol Chileno entre Colo Colo y Universidad de Chile, o para los encuentros de la Selección Chilena de Fútbol, tanto en el Estadio Nacional como en el Estadio Monumental.

### Colombia
En Colombia se conoce como Ley Seca a la restricción que limita o prohíbe el expendio y consumo de bebidas alcohólicas en días especiales; generalmente días en los cuales existen eventos programados importantes como elecciones públicas, o ante la amenaza de disturbios políticos o deportivos que despierten rivalidades profundas (fue decretada en Bogotá en la final de fútbol del torneo apertura 2013). Su principal razón de ser es evitar que se presenten disturbios o estos se agraven cuando parte de la población participante se encuentra bajo influencia del alcohol. Este tipo de ley seca es habitual en los días de elecciones, y la fuerza de la tradición ha hecho que esta medida no sea controvertida. Según el artículo 206 del Código Electoral Colombiano, la Ley Seca empieza a las 18 horas del día anterior a las elecciones y termina a las 6 horas del día siguiente. En la ciudad de Bogotá no es permitido el expendio de bebidas alcohólicas antes de las 10 horas todos los días del año en todos los establecimientos.

#### Ley zanahoria
En Colombia se conoce como Ley Zanahoria a las restricciones de horario que aplican a bares y venta de alcohol a determinadas horas. Las restricciones suelen ser las de prohibir la venta de alcohol y el funcionamiento de bares y discotecas después de las 4 horas. Estas restricciones, las cuales han causado controversia similar a la chilena, son decretadas por las administraciones municipales o distritales.
La primera Ley Zanahoria, y que dio nombre a las demás restricciones, fue promulgada en 1995 en Bogotá, durante la primera administración de Antanas Mockus. Zanahoria es un término de argot colombiano para las conductas o personas sanas, generalmente usado en forma despectiva. Por lo general estas restricciones cobijan únicamente sitios públicos de ventas de alcohol, tales como licoreras, estancos, bares y discotecas; así como al consumo de alcohol en la calle, y no tienen jurisdicción sobre clubes privados ni sobre el consumo en los hogares. La ley ha provocado que muchos bares y discotecas hayan cambiado así su razón social, haciéndose llamar "club" y al amparo de vacíos legales se han popularizado los "after party", los cuales son establecimientos informales que funcionan en casas privadas, generalmente desocupadas, sin ningún tipo de publicidad.

### Costa Rica
En algunos cantones de Costa Rica, la norma entra en vigencia jueves y viernes de la Semana Santa.
Para el Jueves Santo y el Viernes Santo cada cantón determina si es prohibido vender bebidas alcohólicas, por lo que personeros de las distintas municipalidades acompañados por policías se encargan de cerrar estos establecimientos, y de sellar los lugares en los que se encuentra el alcohol.
Normalmente, los costarricenses compran el alcohol en los días previos a la vigencia de la ley seca, por lo que es común que se incremente la venta de bebidas alcohólicas y se consuma de igual manera en casas y recintos clandestinos durante la vigencia de la ley. Además, generalmente existe un mercado negro organizado en cada localidad para garantizar el suministro del licor.

### Ecuador
En Ecuador está prohibida la venta, distribución y el consumo de bebidas alcohólicas 36 horas antes de las elecciones hasta a 12 horas después. Está prohibido el consumo y venta de bebidas alcohólicas en lugares públicos, los días domingos de todo el año. Desde junio de 2016 es posible comprar bebidas alcohólicas los días domingos en los supermercados, tiendas, abacerías, abarrotes, micromercados y gasolineras para el consumo exclusivamente en domicilios.

### España:Leyes antibotellón
En España existen diversas regulaciones de ámbito autonómico que restringen los horarios de venta y los espacios de consumo de alcohol, conocidas genéricamente como ley antibotellón, y cuyo objetivo es reducir el daño causado por el alcohol entre los jóvenes. El alcohol es considerado lícito en todo el territorio español, por lo que estas leyes, dependiendo de la comunidad autónoma, actúan de tres maneras:
- Prohibiendo la venta de bebidas alcohólicas a menores de edad (-18 años actualmente).
- Prohibiendo la venta de bebidas alcohólicas en supermercados, tiendas 24 horas y otros comercios similares a partir de las 22h. Esta norma disminuye la disponibilidad de alcohol a bajo precio durante la noche.
- Prohibiendo el consumo de bebidas alcohólicas en la vía pública, excepto en las terrazas autorizadas de bares o restaurantes, y en unas pocas ciudades en lugares habilitados para ello por el ayuntamiento, conocidos como "botellódromos", o en una celebración municipal autorizada, tales como las fiestas de pueblos.

### México
En México se aplicó desde 1915 en todo el país la restricción de venta de bebidas alcohólicas 24 horas antes de los procesos electorales y durante toda la jornada de los comicios, actualmente ésta disposición se encuentra regulada en el artículo 300 de la Ley General de Instituciones y Procedimientos Electorales (LGIPE), dejando a partir de ese momento a criterio de cada estado y municipio su aplicación.
El consumo de bebidas alcohólicas en la vía pública está prohibido en prácticamente todo el territorio nacional.

### Perú
En Perú, según la Ley Orgánica de Elecciones (artículo 351), se aplica una restricción de la venta de bebidas alcohólicas 24 horas antes de las 00 horas del día de la votación, hasta las 12.00 horas del día siguiente a las elecciones.

### Panamá
En Panamá, la ley seca es la prohibición de la venta y consumo de bebidas alcohólicas durante ciertas ocasiones del año o en situaciones especiales como las elecciones generales (en Panamá las elecciones de todos los cargos políticos: presidente, gobernadores, diputados, alcaldes... se realizan el mismo día). La prohibición es aplicada a nivel de las gobernaciones provinciales y también se halla conferida en el Código Electoral. Usualmente los días de duelo nacional se prohíbe el expendio y consumo, además del uso de música festiva por parte de las estaciones de radio y el cierre de los centros nocturnos tales como bares, discotecas, jardines, cantinas y clubes para caballeros. En los feriados del 9 de enero, Viernes Santo y el Día de los Difuntos es habitual que se establezca ley seca desde las 0:00 del día feriado hasta las 00:00 del día siguiente. En el caso especial del Día de los difuntos y el Viernes Santo se ha creado una conmoción en cuanto a la espera del fin de la ley seca; por tanto, es común que los centros de diversión nocturna estén rodeados de personas esperando la apertura de los mismos a las 0:01. Durante las elecciones, la prohibición ocurre desde las 12:00 p. m. del día antes de la elección y culmina a las 12:00 p. m. del día siguiente a la elección. Las personas que se presenten en estado de ebriedad a los centros electorales son arrestadas y conducidos a la estación de la Policía Nacional más cercana para esperar que pasen los efectos de la bebida sobre los mismos y se les aplica la sanción establecida en el Código Electoral.
En Panamá también se conoce como Ley Zanahoria, al Decreto que impone la restricción de horario a la venta y consumo de licor, aplicado a bares y discotecas desde las 02:00 hasta las 09:00 horas. Estas restricciones han causado controversia entre los propietarios de estos negocios, ya que no incluyen a los hoteles y casinos, por lo que se espera un pronunciamiento de las autoridades judiciales, en cuanto a la legalidad del mismo.
En modificaciones posteriores al decreto ejecutivo Ley Zanahoria, se incluyó en la norma a los hoteles y casinos, por considerarlo un fuero especial y competencia desleal, el hecho de que los hoteles y casinos si pudieran vender licor, pero con la salvedad de que solo podrían hacerlo a personas que estuvieran hospedadas en dicho hotel.
El horario también se cambió al siguiente:
- Domingos a miércoles: 3am-9am
- Jueves a sábado: 4am-9am

La prohibición tampoco incluye a lugares de expendio como supermercados, tiendas y abarroterías.
Durante la Pandemia de enfermedad por coronavirus de 2020 en Panamá se ha impuesto por las autoridades gubernamentales una ley seca desde el 24 de marzo hasta el fin de la emergencia nacional, es decir, de manera indefinida.

### República Dominicana
En República Dominicana también existe "la ley seca". El Presidente Leonel Fernández Reina dispuso por decreto el control del consumo y el expendio de bebidas alcohólicas. De domingo a jueves solo se puede vender hasta la medianoche, en los establecimientos comerciales tales como colmados, restaurantes, bares, etc. Los viernes y sábados el horario se extiende hasta las dos de la madrugada. Esta ley está afectando muy duramente a los restaurantes y bares, ya que el negocio que no cierre o no suspenda la venta de las bebidas alcohólicas pasado un minuto de la hora determinada por ley son clausurados y penados con multas, si no disponen de un permiso que los habilite a trabajar sin restricciones. En algunos restaurantes, bares y discotecas que se encuentren localizados en hoteles o resorts no tienen restricción de horarios.

### Venezuela
En Venezuela el gobierno prohíbe la venta y distribución de bebidas alcohólicas en el territorio nacional 24 horas antes de cada elección, incluyendo restricciones a todos los vendedores, licorerías, supermercados, restaurantes, bares, clubs y cualquier local que venda bebidas alcohólicas.
Existe una restricción parcial a la venta de bebidas alcohólicas, el horario para los expendios autorizados como licorerías y supermercados es de 11 a 20 de lunes a sábado, los bares y restaurantes pueden expender bebidas alcohólicas hasta más tarde, siendo los límites de los horarios controlados por los municipios, teniendo en cuenta las características de los locales, zona donde se ubican, etc. En días de elecciones (que son día domingo) se aplica la ley seca a licorerías, bares y restaurantes desde las 2 de la tarde del viernes hasta las 6 de la tarde del lunes.
Desde 2007 se aplica una Ley Semiseca durante Semana Santa y Carnavales, esto con el fin de disminuir la ingesta de alcohol por parte de los conductores que viajan en esta temporada, buscando así una reducción de los accidentes de tránsito. Sin embargo este espacio ha permitido los expendios ilegales de licor.